# Mats Svensson
Mats Gunnar Svensson (Borås, 28 de abril de 1943) es un deportista sueco que compitió en natación, especialista en el estilo libre. Ganó dos medallas en el Campeonato Europeo de Natación de 1962.

## Palmarés internacional
| Campeonato Europeo | Campeonato Europeo | Campeonato Europeo | Campeonato Europeo |
| Año                | Lugar              | Medalla            | Prueba             |
| ------------------ | ------------------ | ------------------ | ------------------ |
| 1962               | Leipzig (RDA)      | Medalla de oro     | 4 × 200 m libre    |
| 1962               | Leipzig (RDA)      | Medalla de bronce  | 4 × 100 m libre    |